# 다윗의 별 (영화)
《다윗의 별》(Sterne, Stars)은 불가리아에서 제작된 콘라트 볼프 감독의 1959년 영화이다. 사샤 크루샤르스카 등이 주연으로 출연하였다. 이 영화는 1959년 칸 영화제에서 심사위원대상을 받았다.

## 출연

### 주연
- 사샤 크루샤르스카

### 조연
- 유리 야코브레브
- 이작 핀지